# 哥吉拉vs摩斯拉
《哥吉拉vs魔斯拉》（日語：ゴジラvsモスラ）是一部1992年上映的日本怪獸電影，該片由大河原孝夫執導，川北紘一擔任特攝、東寶發行，並由旗下的東寶影業製作，是哥吉拉系列電影第19部電影及平成系列的第四部作品。主演陣容包括別所哲也、小林聰美、小高惠美、村田雄浩、小林昭二、米澤史織、大竹誠等人。故事講述摩斯拉和巴特拉試圖阻止哥吉拉襲擊橫濱市為展開。
該作品最初構想作為一部獨立電影《摩斯拉VS巴岡》，並以回歸更加奇幻、家庭導向的氛圍而聞名。執導前兩部電影的的大森一樹在此次並未回歸擔任導演，則是延續了將好萊塢元素擔任編劇，並從中大量致敬了印第安納瓊斯系列。
《哥吉拉vs魔斯拉》於1992年12月12日在日本上映，觀眾人數約420萬人，片商實得盈利為22億2000萬日圓，時隔19年首次打破東寶在1973年底上映的《日本沉沒》所保持的票房紀錄。成為1993年日本票房片商實收第二高的電影，僅次於票房最高的《侏羅紀公園》。

## 概要
本作為平成哥斯拉系列的第三部作品，同時也是摩斯拉在《哥吉拉·伊比拉·摩斯拉 南海大決鬥》上映後26年再度現身。該影片以美麗的特攝畫面為特色，主要襲擊地點包括丹澤山地、橫濱市的橫濱港未來21和名古屋市。其中名古屋的襲擊場景是對《摩斯拉對哥吉拉》的致敬，而東京的襲擊場景則是對《摩斯拉》的致敬。橫濱地標大廈在影片中即將開業時被毀壞，實現得益於東寶製片人與三菱地所間的密切聯繫。在丹澤的哥斯拉迎擊戰中，93式激微波攻撃機首次登場並展開了大規模的戰鬥。
為了迎合家庭觀眾，影片的人類劇情聚焦於拓也和雅子夫婦關係的復合故事，並因此受到觀眾好評。同時，這是平成哥吉拉系列首次以自然破壞為題材，將「環境破壞」和「家族之愛」作為主題。還真正引入了由人類誕生以來的文明，和地球意志所創造的怪獸等奇幻元素。小美人在電影中再次與摩斯拉一起登場，以先住民的後裔「COSMOS」的身份出現，並選定今村惠子和大澤沙耶香飾演。
電影還包括自前作登場的土橋竜三和三枝未希的再次登場，自衛隊的各個參謀長仍由前作的演員黑部进飾演。在美國，由於《摩斯拉對哥吉拉》的英文標題為「Godzilla vs. Mothra」，為了做出區別，本作的電影標題在美國被定為《哥吉拉和摩斯拉：地球之戰》（Godzilla and Mothra: The Battle for Earth）。

## 故事大綱
在《哥吉拉vs王者基多拉》的事件不久後，一顆巨大的隕石在太平洋小笠原海溝墜落，不僅喚醒了在海底沉睡的哥吉拉，也使得地球異常的氣候加劇，位於菲律賓群島附近的嬰兒島也受到颱風和過度開發的影響，災後透過衛星照片了解受災情形時，發現島上出現了巨大的物體。
一個月後，寶藏獵人藤戶拓也因在泰國大城縣的阿育陀耶偷竊古代文物而被遭到拘留。日本政府提出條件，要求他和前妻手塚雅子以及丸友觀光公司的員工安藤健二一同前往嬰兒島進行調查，才能免除指控。一行人在該島探險時發現一個洞穴，其中有兩隻巨大昆蟲交戰的壁畫。隨後，他們意外發現一顆名為「摩斯拉」的巨蛋和兩個名為「COSMOS」的小美人姐妹。
小美人姐妹向眾人揭示了自己是維持自然平衡的宇宙人，並講述了一段關於12,000年前的過去，當時曾有一個超古代文明試圖控制地球氣候而創造怪獸巴特拉。然而，隨著時間推移，巴特拉最終失控並對地球造成嚴重傷害。為了制止這一切，地球派遣了摩斯拉前去對抗巴特拉，並在最終成功擊敗了它。小美人指出，隕石的影響很可能喚醒了對人類干擾地球自然秩序感到懷恨的巴特拉。就在此時，從北極冰河中甦醒的巴特拉幼蟲侵入了日本，在破壞了名古屋市之後消失於地底，丸友公司派遣輸送船前往嬰兒島取得摩斯拉的蛋，打算利用它作為宣傳手段。然而，在蛋被拖曳的過程中，輸送船卻遭到哥吉拉的襲擊，同時從蛋中孵化的魔斯拉幼蟲以口吐白絲迎戰。巴特拉隨後現身展開了一場三方混戰，混戰之中，哥吉拉和巴特拉幼蟲交戰一路纏鬥到海底，最終在海底火山噴出的熔岩中消失。

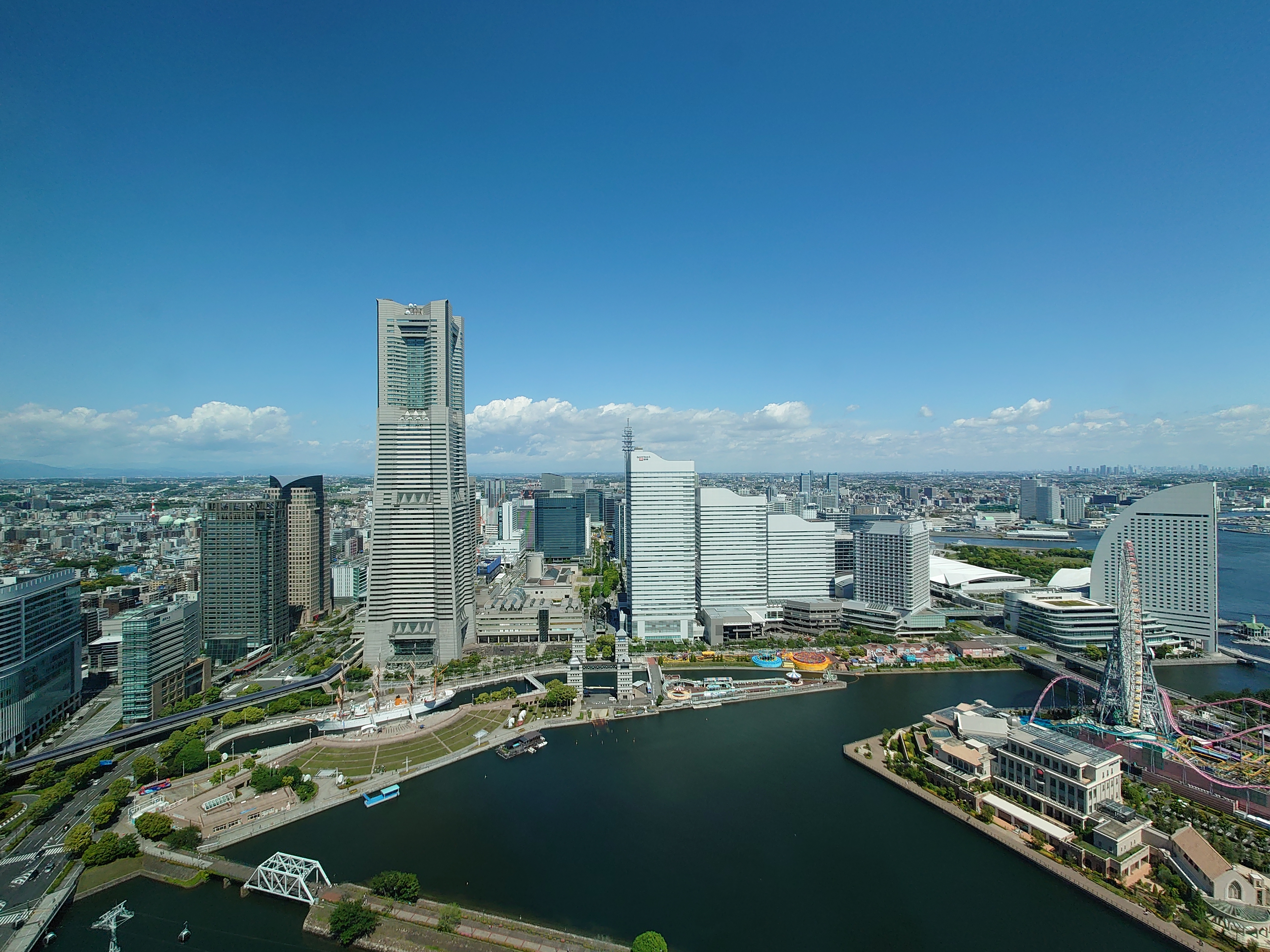
橫濱港未來21為本部作品的最終戰役場景。

安藤綁架了小美人，將她們帶到位於東京的丸友公司總部。雅子和拓也發現了安藤的真正意圖，並得知了公司的社長友兼打算利用小美人作為新的宣傳媒介。摩斯拉幼蟲為了討回被帶走的小美人姐妹而登陸東京，並遭到自衛隊的襲擊。受傷的莫斯拉則朝國會議事堂前進，並當即繭化以變成成蟲型態。與此同時，哥斯拉在富士山的爆發中從熔岩中出現，而在破繭而出的魔斯拉面前，進化為成蟲的巴特拉也再度現身，並與魔斯拉在橫濱的未來港上空展開戰鬥。隨後出現的哥吉拉也加入這場戰局，使得橫濱變成怪獸對決的最終戰場。
在戰鬥中，摩斯拉和巴特拉制服了哥吉拉將其帶到海洋中。哥吉拉咬住巴特拉的脖子，將原子吐息發射到傷口中而當場殺死了巴特拉。疲憊的摩斯拉最終哥吉拉和巴特拉放入水中，並通過翅膀上的鱗片創造一個神秘的字形符號，將哥吉拉封印在水面下。第二天早上，小美人解釋說，巴特拉一直在等待並阻止將在1999年威脅地球的小行星。摩斯拉答應如果巴特拉死去，她將繼承巴特拉的使命以阻止未來的碰撞，最終，摩斯拉和小美人離開地球，而眾人們也向她們告別。

## 登場角色
藤戶拓也（ふじと たくや）
飾演者：別所哲也
本作主角，一位寶藏獵人，曾任職於東都大學考古學教室擔任助手。30歲。他以考古學知識為基礎，遊走於世界各地的遺跡進行盜墓活動。曾因在泰國被警方逮捕並監禁，後來在國家環境計劃局的委託下，以參與對聖嬰島上巨大物體的調查作為釋放條件而捲入一連串的事件。儘管他是嬰兒島探險隊的領隊，但由於他草率的情況判斷，將同行者置於危險之中。同時，他試圖以不誠實的手段尋找與離婚的妻子和女兒和好的資金，並因而在發現小美人後盤旋在出賣和守信的心態。然而，儘管如此，他並非一個缺乏良心的人，當看到在危機時表現不當的人時，他會強烈指責並採取行動，表現出熱血漢的本性。在與雅子和女兒翠的交往中，他逐漸覺悟並認識到自己的錯誤，決心將小美人歸還給摩斯拉。在故事的最後，他注視著三大怪獸的最終決戰，
在坂井版漫畫中，他被設定為雅子的前男友，並非已婚者，也沒有女兒。
- 「寶藏獵人」的設定受到印第安納瓊斯系列電影中的主角印第安纳·琼斯的啟發。在劇本中，發現聖嬰島的洞穴的是安東，但導演大河原孝夫改變了發現者是藤戶的情節，以使角色更具說服力。[22]在開場時保持長髮是由演員別所提出的。[22]在劇本的原本設定是由他支付贍養費，但由於大河原的要求，這一點被改為拖欠贍養費以展現形象[22]。

手塚雅子（てづか まさこ）
飾演者：小林聰美
東都大学環境情報中心員工。28歲。拓也的前妻，翠的母親，擁有翠的監護權。目前被派駐在國家環境計劃局。在聖嬰島的調查中與拓也等人同行。由於其強勢而自信的性格，使得兩人口角不斷，但由於雙方都還有留戀，因而使兩人的舊情逐漸復燃。
在坂井版的漫畫中，她被設定為丸友觀光公司的優秀員工，兼任未登場的安東的角色。起初她相當崇拜友兼，但當她無法忍受友兼利用摩斯拉摧毀城市的行為，以及看見摩斯拉受傷的模樣後，她背離了友兼。最後，他在哥吉拉的襲擊時為了保護友兼而被當場情緒錯亂的友射殺，但由於她的改心，巴特拉賜予他生命使他倖存。並在最後的場景中坐在輪椅上目送摩斯拉的離去。
安東健二（あんどう けんじ）
飾演者：村田雄浩
丸友觀光社長秘書，28歲，由於嬰兒島是公司的土地，他隨同著拓也和雅子進行調查。在運送途中順從社長友兼的命令綁架了小美人以代替孵化的摩斯拉蛋，並將他們交給了友兼。然而，與拓也等人以及小美人的互動中，他對公司和自己的行為產生了疑問。最終，他對友兼追求公司利益而不擇手段的醜陋本性感到反感，與之決裂。並在最後的場景中與拓也等人一起目送摩斯拉啟程到宇宙的情景。
在川石版的漫畫中，他成為了扮演友兼角色地位的惡役。
三枝未希
飾演者：小高惠美
在經歷前作的故事後，未希現在是國家環境計劃局「G Room」所屬的成員，21歲。她在電影中主要在G Room負責監視哥吉拉，並通過自己的特殊超能力與小美人進行心靈感應，得以與雅子和翠一起找到了失蹤的小美人。在川石哲也的漫畫版本中，未希的弟弟晃司也作為配角登場。
未希原規劃在《摩斯拉VS巴岡》中出場以作為該作品與哥吉拉系列的聯繫，由於在這部作品中登場的必要性較小，一度朝著不登場的方向發展，但由於有人希望她登場的聲音，最終決定繼續保持角色而參演。
手塚翠（てづか みどり）
飾演者：米澤史織
拓也和雅子的女兒，6歲。自從父母離婚後，她與母親一起生活。為了不讓翠擔心，雅子向她謊稱她的父親是一名刑警，但實際上，翠知道他是一名寶藏獵人。
土橋竜三（どばし りゅうぞう）
飾演者：小林昭二
內閣安全保障室室長，50歲，在前作的故事後，他和未希被調往國家環境計劃局。並與雅子一同前往泰國親自委託拓也調查嬰兒島。相比前作，他經常表現出慌亂或聲音粗暴。大河原表示，為了區別土橋和南野在分析室觀看顯示器畫面的場景，土橋被塑造成一個更具人性的形象。
深澤真由美（ふかざわ まゆみ）
飾演者：田中好子
雅子的姐姐，深澤的妻子，35歲。當雅子離開日本調查摩斯拉的蛋時，她負責照顧翠。在結尾，她也目送摩斯拉和小美人啟程宇宙。
友兼剛志（ともかね たけし）
飾演者：大竹誠
丸友觀光公司的總裁，35歲，擁有強大的政界關係，並不顧富士山腳和嬰兒島的環境破壞而恣意開發謀取利益。他是一個自私的野心家，企圖將安東誘拐的小美人用於包裝公司的新形象。即使在東京被摩斯拉摧毀之前，他仍然大聲宣稱：「這個城市將由我重新建造！」展示醜陋的真面目。
在坂井版漫畫中，他的外貌被改為美型的年輕總裁。描繪他為了尋找小美人，利用摩斯拉的習性摧毀了城市和競爭對手公司等極端且瘋狂的行為。結尾時，他射傷雅子，即使她在自己面前保護自己免受哥吉拉的攻擊時也沒有改變心意。最後他開車逃離，卻與哥吉拉的腳發生激烈碰撞而爆炸身亡。
- 友兼的角色，延續了1964年摩斯拉對哥吉拉《莫斯拉對哥斯拉》中的熊山，他是Happy興行社的代表[34]。
- 友兼使用手機的場景，是該系列中首次描述手機的場面[35]。在該作品當時的時代中手機尚未普及，被描繪為象徵上流社會階層的物品[35]。

大前實（おおまえ みのる）
飾演者：上田耕一
丸友觀光公司的常務取締役，富士山麓高爾夫球場開發項目負責人，50歲。是一個非常低調的人物。
深澤重樹（ふかざわ しげき）
飾演者：篠田三郎
東都大學地質學教授，同時是該大學環境情報中心的主任，45歲。雅子的上司，也是她的姐夫。與雅子一樣，他在國家環境計劃局在哥吉拉研究和環境破壞對策方面進行協作。給人印象理性而安靜，但在决断力方面有卓越的能力。在從富士山撤離的途中，他還有救援一對在道路上倒地的母子的場面。
在富士山麓救援母子的場景是對《摩斯拉》中福田善一郎在大壩上拯救嬰兒的情景的致敬。
南野丈二（みなみの じょうじ）
飾演者：寶田明
國家環境計劃局的局長，年齡55歲。他是一位高級官僚，同時負責環境問題和這次對哥吉拉的作戰。在續集《哥吉拉vs機械哥吉拉》中，儘管沒有在劇中露面，但在哥吉拉襲擊關西之後，他河深澤、雅子為中心組成一個調查團隊，負責進行現場週邊環境損害的調查，這一事實在劇中的報紙文章中得到了提及。

## 登場怪獸
- 哥斯拉
- 魔斯拉（幼虫、成虫）
- 巴特拉（幼虫、成虫）

## 演員
- 藤戶拓也：別所哲也（日语：別所哲也）
- 手塚雅子：小林聰美
- 安東健二：村田雄浩（日语：村田雄浩）
- 三枝未希：小高惠美
- 手塚翠：米澤史織（日语：米澤史織）
- 土橋竜三：小林昭二
- 航空幕僚長：黑部進
- 陸上幕僚長：荻原賢三（日语：荻原賢三）
- 海上幕僚長：辰馬伸（日语：辰馬伸）
- 自衛隊指揮官：渡辺哲（日语：渡辺哲）
- 小美人「COSMOS」：今村惠子（第三屆東寶灰姑娘）、大澤沙耶香（日语：大沢さやか）（同・審査員特別賞）
- 迪克森：詹姆斯·紐根特·維儂
- 富士山・火山観測所観測員：松藤将弘
- NASA職員：瓊·奧爾蒂斯、約書亞‧利伯曼、科比·迪德爾、傑米‧科頓，羅伯特‧祖徹
- 深澤真由美：田中好子
- 友兼剛志：大竹誠（日语：大竹まこと）
- 有明丸船長：大和田伸也
- 大前實：上田耕一（日语：上田耕一）
- 深澤重樹：篠田三郎
- 南野丈二：寶田明

## 製作人員
- 製作總指揮：田中友幸
- 原案、劇本：大森一樹
- 音樂監督：伊福部昭
- 導演：大河原孝夫（日语：大河原孝夫）
- 製作人：富山省吾
- 撮影：岸本正廣（日语：岸本正広）
- 美術：酒井賢（日语：酒井賢）
- 録音：斉藤禎一
- 音響効果：佐々木英世（東洋音響）
- 照明：望月英樹（日语：望月英樹）
- 剪輯：米田美保
- 助監督：三好邦夫（日语：三好邦夫）
- 製作擔當者：森知貴秀、前田光治
- 擬斗：森岡隆見（日语：森岡隆見）
- 特殊技術
  - 撮影：江口憲一（日语：江口憲一）、大根田俊光（日语：大根田俊光）
  - 美術：大澤哲三（日语：大澤哲三）
  - 照明：斉藤薫
  - 特殊効果：渡辺忠昭（日语：渡辺忠昭）
  - 造型：小林知己（日语：小林知己）、村瀬継蔵（日语：村瀬継蔵）
  - 繰演：松本光司
  - 助監督：鈴木健二（日语：鈴木健二）
  - 製作担当者：小島太郎
  - 哥吉拉：薩摩劍八郎
  - 摩斯拉：破李拳竜（日语：破李拳竜）
  - 巴特拉：羽田一也
- 協力：防衛廳、東海大學情報技術中心
- 贊助：WOWOW、万代南梦宫游乐、西友、柯尼卡、东芝、大島運輸（日语：マルエーフェリー）
- 制作協力：東寶映像美術（日语：東宝映像美術）、東寶音響工作室、東寶音樂、東寶服飾（日语：東宝コスチューム）、東京現像所（日语：東京現像所）、東寶工作室（日语：東宝スタジオ）
- 特技監督：川北紘一
- 發行：東寶株式會社

## 製作

### 前期製作
本作原先初期的企劃案為《摩斯拉VS巴岡》，以摩斯拉為主角的電影，預計於1990年上映，由大森一樹負責編劇|。然而，在觀看了《哥吉拉vs碧奧蘭蒂》的評價後，下一部企劃轉變為以哥斯拉為主角的電影《哥斯拉vs王者基多拉》。隨後預定進行的原始續作《哥斯拉對吉加莫斯》（ゴジラVSギガモス）則以《莫斯拉對巴岡》的廢案為基礎，將敵對怪獸由巴甘改為哥斯拉，最終定名為《哥吉拉vs摩斯拉》。
未製作《吉加莫斯》的原因是計畫中登場的機械金剛的版權權利問題，在東寶和雷电华电影之間存在模糊不清的情況。儘管有意圖解決這個問題，雷電華電影表示如果由他們製作可能會引起問題。東寶製片人富山省吾表示，由於這是新年電影，因此才選擇穩妥的陣容而不是嘗試新企劃。另外還有一個替代方案，作為前作的續集，名為《王者基多拉的逆襲》，該作品將以王者基多拉為主角，但最終選擇避免連續使用王者基多拉而決定拍攝本作。
由於前作在東京國際電影節上的先行上映獲得好評，因此正式確定了本作品的製作，並在前作上映時在一些戲院播放了預告片。其中，本作導演由之前的大森一樹換成了大河原孝夫，在前一年他以《超少女REIKO》首度擔任導演。大河原的選用是基於東寶希望讓自家導演擔任該職務的意圖，這是整個東寶公司的一項決策。大森在參與本作之前因參與其他的香木而未能如預期擔任導演。在得知本作製作時，是在前作的首映現場看到預告片時，大森並表示收到編劇邀請是在新年之後。
由於《哥斯拉vs王者基多拉》受到《回到未來》的啟發，因此在本作中試圖製作類似《印第安納瓊斯系列》的作品，並在早期受到昭和《摩斯拉》系列的影響[。此外，他提到在巴特拉中也引入了《從地心竄出》的元素。在編寫《摩斯拉vs巴岡》時，他將背景設定在東南亞，受到山田正纪的小說《謀殺的彈丸特快列車》的影響[101]。東寶製片人田中友幸向大森提出，希望將《摩斯拉》和《摩斯拉對哥斯拉》合併為一部電影，並向其他工作人員表示此次電影主角是摩斯拉。
特技導演川北紘一表示，電影「極彩色的大決戰」這個宣傳標語是由東寶宣傳部的年輕員工創造的，因為東寶的怪獸多半是單色的，所以打算以多彩的莫斯拉成蟲的身體色彩本身作為賣點。
此外，本作作品為這部東寶特攝作品是首次採用高清合成技術，主要用於小美人的出場場面。小美人的拍攝全部由主要製作組負責。特技導演川北紘一表示，由於高清拍攝需要專用的中繼車等，預算也相對較高，因此僅在極小範圍內使用了這一技術，在嬰兒島的探險場景的外景拍攝在奄美大島的亞熱帶闊葉樹和樹生蕨的原生樹林中進行，得益於地主的好意，吊橋的場面是在福島縣飯坂的峽谷進行，墜落的場面是在東寶影城的小型泳池中拍攝的，崩塌的吊橋是用微型模型呈現。摩斯拉降落的場景原計劃在大黑碼頭進行，但實際上找不到適合摩斯拉停留的寬敞地方，在有草的地方進行小美人的合成和設置也變得非常困難，因此重新考慮選擇了一個有混凝土的地方。橫濱球場也是一個候選地，但由於莫斯拉需要張開翅膀，因此最終選擇了近郊的飛行場，但在羽田機場和成田機場都未獲得許可，最終在立川飛行場（立川駐屯地）進行拍攝。國會議事堂周邊的坦克隊是在陸上自衛隊富士學校動員200名額外演員進行拍攝的。
執導第一部哥吉拉電影和其他系列電影的本多豬四郎在去世前不久曾參觀過片場。

### 選角
女主角手塚雅子的扮演者小林聰美，是由大河原推薦而來，同時富山也同意，這得益於小林在此前曾參演了由大森執導的電影《戀愛的女人們》。兒童演員米澤史織的拍攝是在暑假期間進行的，因此並未對學業造成影響。
田中好子是自《哥吉拉vs碧奧蘭蒂》以來再度參演哥吉拉系列，由於她自己熱愛摩斯拉，因此積極希望參演，最終實現了這一願望。在前作中扮演土屋嘉男的寶田明，作為昭和時期東寶特攝的常客演員，再次參演南野丈二這個角色。寶田在出演這部作品之前，收到一名中學生的懇求信，表示在觀看《摩斯拉對哥斯拉》後感動不已，希望他能參演。在拍攝現場，自1954年起第一部開始擔任製片人的田中友幸，克服疾病前來拜訪寶田，兩人在見面時一同流淚。據大森表示，最初也有考慮由曾在《摩斯拉》中參演的堺正章飾演友兼的提案。
作曲家本多俊之在自衛隊員的角色中進行特別出演。根據大河原孝夫的說法，本多之所以被邀請參演是因為他是伊福部與昭和哥斯拉電影的頭號粉絲。富山原本打算讓參演過摩斯拉的法蘭奇堺出演，但由於檔期衝突而未能成行。

### 特攝
本部作品的特攝場景共有47分鐘，其中約有20分鐘是在橫濱港未來21的場景。主要製作組於1992年6月18日開始拍攝，從成田機場的場景開始進行。主要拍攝在名古屋、東京和橫濱的實際地點進行了數天，並在東寶工作室第九舞台搭建了其他微縮模型的場景。
川北延續了他為哥吉拉的對手賦予變形能力的主題，最初打算讓摩斯拉犧牲，然後再重生為機械摩斯拉，但這個想法在製作初期被取消，使得本作成為1984年後，第一部沒有為怪獸增加機械裝置的哥吉拉電影。水下場景是通過一個裝滿魚的大型特效池進行拍攝，並放置在演員和攝影機之間。川北團隊使用之前使用的模具製作了一套新的哥斯拉套裝，儘管比之前的套裝更纖瘦，頸部的肋骨更加突出，角質板的排列方式也有所改變，使最大的板塊放在背部的中央。手臂在肱二頭肌處更加靈活，同時臉部經歷了多次整容；包括額頭變小且變平，牙齒變小，眼睛被賦予金色色調。頭部還經過電子修改，以增加垂直移動性。
拍攝哥吉拉的場景受到了阻礙，因為用於前兩作的的哥吉拉需要用於一些特技工作而從東寶影城被竊走，後來在奥多摩湖以殘缺狀態被找回，該裝的殘骸被回收用於本作的第一場戰鬥序列。哥斯拉的咆哮聲則回歸到1984年前的尖銳尖叫聲，而巴特拉的音效則是從拉頓回收的。在設計巴特拉時，腳本將其描述為「黑色的摩斯拉」，藝術家西川伸司試圖通過使其成年形態更加類似於幼蟲形態，來與莫斯拉的設計區分開來，並將莫斯拉的兩只眼睛合併為一只。

### 音樂
音樂由伊福部昭繼續擔任，並延續了前作的風格進行創作。伊福部事前通過錄影帶回顧了他之前為《摩斯拉對哥吉拉》創作的樂曲，但由於本作是一部截然不同的作品，所以並未受到影響。
小美人的歌曲包括伊福部在《摩斯拉對哥斯拉》中創作的《瑪哈拉・摩斯拉》以及《聖潔之泉》，還有古關裕而在《哥斯拉》中創作的《摩斯拉之歌》。在舊作中，這些歌曲的風格是民間音樂風格，但在本作中則被改編為宗教音樂風格，以使整個音樂具有統一性。此外，由於小美人的兩位成員無法演唱低音，因此它們的音程被提高了兩度。伊福部表示，兩名演員演唱的歌曲在初始錄音的效果不佳，但由於她們的刻苦練習，後來的重新錄音非常成功。
在嬰兒島的場景中，使用了非洲民族樂器卡林巴琴，它被用於BGM以及《摩斯拉之歌》的伴奏。它也被用在大城府遺址的BGM，由於給人的印像是廢墟周圍有民族樂隊，因此在該遺跡的場景也為此準備云锣和低音小提琴的音樂，但由於遺跡的拍攝時間變短，因此未被使用。
巴特拉的主題曲是新創作的，但與摩斯拉一樣，它的變態形式既有幼蟲也有成蟲，形象既堅硬又英勇，並且在外觀上有一些像反派的特徵，伊福部表示很難抓住這個形象。其樂器以長號為主，通過使用骯髒的音色產生類似怪獸的感覺。除了巴特拉的主題之外，還使用了管風琴來配樂摩斯拉卵曝光的場景等。在開頭的隕石場景中除了管風琴之外，還使用了鋼片琴。
在哥吉拉與自衛隊進行戰鬥的場景中，原本是為巴特拉和自衛隊的戰鬥場景錄製的BGM，但伊福部覺得實際使用時會與畫面不協調，因此更改了使用場所。伊福部提議為哥斯拉創作新曲，但要求使用以前的曲目。由於在製作時無法觀看結局的戰鬥場景，伊福部判斷無法根據畫面進行配樂，因此選擇交替播放三者的主題。
在這部作品中創作的未使用曲之一在續作《哥斯拉vs機械哥斯拉》中作為「G Force March」一曲重新使用。

### 其他參與
在劇情概要的制作中，編劇三村渉也參與其中。雖然未採用三村的提案，但卻得到了田中友幸的好感。隨後，他被選為《哥斯拉對機械哥斯拉》和電影《日本武尊》等作品的編劇。
自幼就對《摩斯拉》充滿熱情的電影導演金子修介，在本作品的製作公告時，由於特報中未提及導演姓名，因此寄送了一張新年賀卡，表達了對自己擔任導演的希望。雖然這未能實現，但富山下定決心在將來任用金子，並在後來的《哥吉拉·摩斯拉·王者基多拉 大怪獸總攻擊》中使金子擔任導演。同時，金子當時構思地上的哥斯拉被莫斯拉從空中攻擊的形象，後來在他執導的《卡美拉 大怪獸空中決戰》中得到了繼承。

## 劇中歌曲

### 主題曲
《摩斯拉之歌》
作詞：田中友幸・關澤新一・本多豬四郎 / 作曲：古關裕而 / 編曲：高田弘 / 唱：COSMOS（今村惠子、大澤沙耶香）

### 插入曲
《瑪哈拉・摩斯拉》
作詞・作曲・編曲：伊福部昭 / 唱：COSMOS
《聖潔之泉》
作詞・作曲・編曲：伊福部昭 / 唱：COSMOS，此外在結尾部分，使用了女聲即興唱法的器樂版本。

## 發行

### 家庭媒體
本電影於2014年5月6日由索尼以藍光光碟形式在《東寶哥吉拉合集》中發行。

## 迴響

### 票房
《哥吉拉vs摩斯拉》於1992年12月12日在日本上映。該電影在日本售出約420萬張票，成為1993年日本國內市場上最暢銷的電影之一。它在發行收入上賺取了22億2000萬日圓。

### 批判性回應
影評匯總網站爛番茄對該片的評價為78%，基於9條評論，平均分為5.7/10。Monster Zero的艾德·戈賽舍夫斯基表示：「在《哥斯拉vs王者基多拉》僅僅幾個月之後所匆忙製作的這部電影，最終無法掩飾其匆促的本質，但是在特效方面，電影彌補了故事的缺陷，甚至更多。」Japan Hero表示：「雖然這部電影不是平成系列中最好的，但它仍然是一部非常有趣的電影。戰鬥很酷，巴特拉是一個有趣的點子。如果你還沒看過這部電影，我強烈推薦它。」
Stomp Tokyo表示這部電影是「哥斯拉電影中較好的之一，因為怪獸不出現的場景實際上有一定的邏輯。而且，這次它們被有些熱情地演繹，這樣我們作為觀眾實際上能夠喜歡屏幕上的角色，或者至少被它們娛樂。」美國怪獸的麥克·博格表示，電影「未能達到其潛力」，但他補充說「其豐富多彩和精心設計的奇觀最終使自己感到滿意，有關離異夫妻最終和解的主要故事情節足以維持人類情節的連貫性。」

## 獎項
| 年份   | 獎項                 | 類別           | 入圍                 | 結果 |
| ------ | -------------------- | -------------- | -------------------- | ---- |
| 1992年 | 第37回亞太影展       | 特效獎         | 哥吉拉vs摩斯拉       | 獲獎 |
| 1993年 | 第16屆日本電影學院獎 | 優秀助演男優賞 | 村田雄浩             | 授予 |
| 1993年 | 第16屆日本電影學院獎 | 優秀音樂賞     | 伊福部昭             | 授予 |
| 1993年 | 第16屆日本電影學院獎 | 新人演員賞     | 今村惠子、大澤沙耶香 | 授予 |
| 1993年 | 第11屆金總獎         | 最優秀金賞     | 哥吉拉vs摩斯拉       | 獲獎 |
| 1993年 | 第2屆東京運動電影獎  | 主演男優賞     | 哥吉拉               | 獲獎 |
| 1993年 | 第2屆東京運動電影獎  | 助演男優賞     | 摩斯拉               | 獲獎 |

### 書籍
- Gakken MOOK（Gakken）
  - . Gakken MOOK. 監修 田中友幸、責任編集 川北紘一. Gakken. 1991-12-01.
  - . Gakken MOOK. 監修 田中友幸、責任編集 川北紘一. Gakken. 1992-12-10.
  - . Gakken MOOK. 監修 田中友幸、責任編集 川北紘一. Gakken. 1993-12-10.
- てれびくん（日语：てれびくん）デラックス愛蔵版（小学館）
  - . てれびくんデラックス愛蔵版. 間宮尚彦. 小学館. 1992-12-10. ISBN 978-4-09-101433-7.
  - . てれびくんデラックス 愛蔵版. 構成・執筆 間宮“TAKI”尚彦. 小学館. 2000-01-01. ISBN 4-09-101470-4.
- . 講談社ヒットブックス30. 構成・執筆・編集 岩畠寿明、小野浩一郎（エープロダクション）. 講談社. 1992-12-18. ISBN 4-06-177730-0.
- 東宝SF特撮映画シリーズ（東宝出版事業室）
  - . 東宝SF特撮映画シリーズVOL.7. 東宝出版・商品事業室. 1993-01-15. ISBN 4-924609-43-9.
  - . 東宝SF特撮映画シリーズVOL.9. 東宝 出版・商品事業室. 1994-12-10. ISBN 4-924609-52-8.
  - . 東宝SF特撮映画シリーズVOL.10. 東宝. 1996-01-26. ISBN 4-924609-60-9.
  - . 東宝SF特撮映画シリーズ SPECIAL EDITION. 東宝. 2005-01-25. ISBN 4-924609-89-7.
- . 構成・執筆:岩畠寿明（エープロダクション）、赤井政尚. 講談社. 1994-09-01. ISBN 4-06-178417-X.
- スタジオ・ハード. . MediaWorks. 1995. ISBN 9784073026983.
- 『幻想映画美術体系 大ゴジラ図鑑』（ホビージャパン）
  - . [監修] 西村祐次、[構成] ヤマダマサミ. ホビージャパン. 1995-01-27. ISBN 4-89425-059-4.
  - . [監修] 西村祐次、[構成] ヤマダマサミ. ホビージャパン. 1995-12-15. ISBN 4-89425-117-5.
- . GAKKEN GRAPHIC BOOKS. 学研. 1996. ISBN 4054006574.
- . 朝日ソノラマ（日语：朝日ソノラマ）. 1996-01-10.
- . 集英社文庫. 企画・構成 冠木新市. 集英社. 1998-07-15 [1993-11]. ISBN 4-08-748815-2.
- 坂井由人; 秋田英夫. . ムックセレクト635. KKロングセラーズ. 1998-07-25. ISBN 4-8454-0592-X.
- キネ旬ムック（電影旬報）
  - . キネマ旬報社. 1998. ISBN 4-87376-503-X.
  - . キネ旬ムック. キネマ旬報社. 2000-12-16. ISBN 4-87376-558-7.
- 西川伸司（日语：西川伸司）. . KCデラックス. 講談社. 1999. ISBN 4-06-334265-4.
- . SEIBIDO MOOK. 特別監修 川北紘一. 成美堂出版（日语：成美堂出版）. 1999-02-20. ISBN 4-415-09405-8.
- 第3版. 竹書房. 1999-12-24 [1993-12-21]. ISBN 4-8124-0581-5.
- . 双葉社の大全シリーズ. 編著 白石雅彦（日语：白石雅彦）、スーパーバイザー 富山省吾. 双葉社. 2003-01-20. ISBN 4-575-29505-1.
- . 監修 川北紘一. 新紀元社（日语：新紀元社）. 2003-04-10. ISBN 978-4-7753-0142-5.
- . 川北紘一 特別監修. キネマ旬報社. 2009-11-30. ISBN 978-4-87376-319-4.
- 洋泉社MOOK 別冊映画秘宝（日语：映画秘宝）（洋泉社）
  - . 洋泉社MOOK. 洋泉社. 2011-08-11. ISBN 978-4-86248-761-2.
  - . 洋泉社MOOK. 洋泉社. 2018-06-14. ISBN 978-4-8003-1461-1.
- . DENGEKI HOBBY BOOKS. 監修：川北紘一. ASCII Media Works. 2012-02-10. ISBN 978-4-04-886119-9.
- . 執筆：元山掌 松野本和弘 浅井和康 鈴木宣孝 加藤まさし. ヴィレッジブックス（日语：ヴィレッジブックス）. 2012-09-28. ISBN 978-4-86491-013-2.
- キャラクター大全（講談社）
  - 講談社 (编). . 講談社. 2014-07-15. ISBN 978-4-06-219004-6.
  - . 講談社. 2020-01-07. ISBN 978-4-06-512925-8.
- 池田憲章（日语：池田憲章）. . 徳間書店. 2014-07-31. ISBN 978-4-19-863838-2.
- . 野村宏平 編著. =笠倉出版社（日语：笠倉出版社）. 2014-08-07 [2004-12-05]. ISBN 978-4-7730-8725-3.
- . 東宝 協力. 小学館. 2014-07-28. ISBN 978-4-09-682090-2.
- . MAGAZINE HOUSE MOOK. マガジンハウス. 2014-09-05. ISBN 978-4-8387-8944-3.
- 西川伸司（日语：西川伸司）. . 洋泉社. 2016-06-24. ISBN 978-4-8003-0959-4.
- . [協力] 東宝. 双葉社. 2016-07-24 [22014-07-06]. ISBN 978-4-575-31156-3.
- . 角川多玩国. 2016-08-06. ISBN 978-4-04-895632-1.
- . TJ MOOK. 宝島社. 2016-08-15 [2014-07-26]. ISBN 978-4-8002-5699-7.
- 別冊映画秘宝編集部 (编). . 映画秘宝COLLECTION. 洋泉社. 2016-09-21. ISBN 978-4-8003-1050-7.
- . 監修 東宝株式会社/協力 東宝 ゴジラ戦略会議. 宝島社. 2018-11-03. ISBN 978-4-8002-8860-8.
- . ホビージャパン. 2022-03-31. ISBN 978-4-7986-2779-3.
- 講談社 (编). . 講談社シリーズMOOK. 講談社. 2022-12-21. ISBN 978-4-06-530223-1.

## 外部連結
- 互联网电影数据库（IMDb）上《哥吉拉vs摩斯拉》的资料（英文）
- 爛番茄上《哥吉拉vs摩斯拉》的資料（英文）
- AllMovie上《哥吉拉vs摩斯拉》的资料（英文）
- 開眼電影網上《哥吉拉vs摩斯拉》的資料（繁體中文）
- 豆瓣电影上《哥吉拉vs摩斯拉》的資料 （简体中文）
- 时光网上《哥吉拉vs摩斯拉》的資料（简体中文）